# Касумбеков, Гамид Габиб оглы
Гамид Габиб оглы Касумбеков (азерб. Həmid Həbib oğlu Qasımbəyov; 13 мая 1923, Нахичевань, Нахичеванская АССР, Азербайджанская ССР, СССР — 22 апреля 2005, Баку, Азербайджан) — советский военачальник, вице-адмирал (1976).

## Ранние годы
Родился 3 мая 1923 года в городе Нахичевань. Перед войной закончил десятилетку и поступил в Московский институт транспорта на факультет строительства железных дорог. После начала Великой Отечественной войны, одновременно с учёбой работал кузнецом на заводе цветных металлов. Осенью 1941 года институт был эвакуирован в Тбилиси.

## Великая Отечественная война
В конце декабря 1941 года Г. Касумбеков поступил в Каспийское высшее военно-морское училище. По окончании училища в конце февраля 1945 года лейтенант Касумбеков был направлен на Черноморский флот. По прибытии к месту службы он был зачислен в команду для приёмки новых кораблей построенных в США.
В начале мая 1945 года в составе команды Касумбеков направлен на Тихоокеанский флот во Владивосток. После выполнения задания командования по приёмке кораблей из США был назначен штурманом на тральщик. В августе-сентябре 1945 года принимал участие в боевых действиях с Японией. Служил на тральщиках корабельной группы по прикрытию Южного Сахалина и Курильских островов. Участвовал в обеспечении противоминной защиты Курильских островов и Порт-Артура, тралении акваторий Охотского и Японского морей, проливов Лаперуза и Татарского. Тральщик № 604, на котором Касумбеков служил штурманом, под сильным артиллерийским обстрелом и налётами японских самолётов проводил боевое траление, за что был награждён орденом Красной Звезды.

## Послевоенные годы
Весной 1949 года старший лейтенант Касумбеков назначается командовать отрядом десантных кораблей и катеров. В конце 1949 года получил назначение на Балтийский флот командиром тральщика. Позднее капитан-лейтенант Касумбеков назначается командиром дивизиона тральщиков военно-морской базы Балтийск. В начале января 1957 года капитан второго ранга Касумбеков Г. Г. назначается на должность начальника штаба бригады охраны водного района военно-морской базы Свиноустье (Польская Народная Республика).
В начале 1963 года капитан первого ранга Касумбеков назначается командиром 71-й бригады десантных кораблей военно-морской базы Балтийск. Ему первому довелось испытывать на Балтике поступавшие на флот новые десантные корабли, катера, а также суда на воздушной подушке типа «Джейран», «Скат», «Кальмар». В июле 1970 года Касумбеков Г. Г. назначается начальником штаба — заместителем командира военно-морской базы Балтийск и, с этого же времени, по приказу главнокомандующего ВМФ вступает во временное командование базой и гарнизоном Балтийска. В 1971 году Касумбеков производится в контр-адмиралы, а в январе 1973 года назначается командиром военно-морской базы Балтийск и начальником гарнизона.
В 1976 году Г. Г. Касумбеков был произведён в вице-адмиралы, а в июне 1977 года назначен командующим Краснознамённой Каспийской флотилией. 9 июля 1984 года приказом МО СССР вице-адмирал Касумбеков уволен с воинской службы по состоянию здоровья. Скончался 22 апреля 2005 года в Баку.

## Награды
- Орден Отечественной войны I степени.
- Два ордена Красной Звезды.
- Орден Трудового Красного Знамени
- Орден «За службу Родине в Вооружённых Силах СССР» III степени.
- Более 30 медалей.

Также удостоен наград Польши, Германии, других стран. В 1973 году приказом Главнокомандующего ВМФ СССР награждён Почётным оружием — (кортиком).